# آکیجی کوبایاشی
آکیجی کوبایاشی (انگلیسی: Akiji Kobayashi; ۶ سپتامبر ۱۹۳۰ – ۲۷ اوت ۱۹۹۶) بازیگر، صداپیشگی اهل ژاپن بود.
از فیلم‌ها یا برنامه‌های تلویزیونی که وی در آن نقش داشته‌است می‌توان به باران سیاه، گودزیلا در برابر ماترا، گودزیلا علیه شاه گیدورا، هاراکیری، شوگون قاتل، گرگ تنها و توله: کالسکه بچه در رودخانه استوکس، و اولترامن اشاره کرد.